# Zoológico de Bandung
El Zoológico de Bandung (en indonesio: Kebun Binatang Bandung) es un zoológico ubicado en la ciudad de Bandung, en Java Occidental, en Indonesia. Es uno de los parques zoológicos más famosos en el sudeste de Asia y uno de los destinos importantes en Bandung.
Fue abierto en el año 1933, ocupa una superficie de 14 hectáreas (0,14 kilómetros cuadrados). Posee 218 especies, con 1600 animales.
https://www.youtube.com/watch?v=b8HbHChFYL4
Actualmente es fuertemente criticado por distintos medios debido a la mala calidad en donde tienen a los animales y principalmente el estado de salud de los osos, los cuales lucen extremadamente delgados.